# Cardiniidae
De Cardiniidae zijn een familie van uitgestorven tweekleppigen uit de orde Carditida.

## Taxonomie
De volgende taxa zijn bij de familie ingedeeld:
- Geslacht  † Arctocardinia Kurushin, 1998
  -  † Arctocardinia parva Kurushin, 1992
- Geslacht  † Cardinia Edwards, 1837
  -  † Cardinia concinna Sowerby, 1819
  -  † Cardinia gleimi Smith, 1927
  -  † Cardinia hybrida Sowerby, 1817
  -  † Cardinia listeri Sowerby, 1817
  -  † Cardinia ponderosa Gabb, 1869
  -  † Cardinia toriyamai Hayami, 1958
- Geslacht  † Cypricardinia Hall, 1860
  -  † Cypricardinia borealica Muromtseva, 1984
  -  † Cypricardinia contracta Girty, 1909
  -  † Cypricardinia dalecarlica Isberg, 1934
  -  † Cypricardinia eopermica Biakov, 2005
  -  † Cypricardinia fayettevillensis Girty, 1910
  -  † Cypricardinia fossa Campbell & Engel, 1963
  -  † Cypricardinia indenta Conrad, 1842
  -  † Cypricardinia kallholniensis Isberg, 1934
  -  † Cypricardinia permica Licharew, 1931
  -  † Cypricardinia securigera Talent, 1963
- Geslacht  † Minepharus
- Geslacht  † Pseudastarte Cossmann, 1921
- Geslacht  † Tellidorella Berry, 1963
  -  † Tellidorella interlacinia Dockery, 1982
- Geslacht  † Torastarte Marwick, 1953